# Aphelogaster emini
Aphelogaster emini là một loài bọ cánh cứng trong họ Cerambycidae.